# Jason Butler Harner

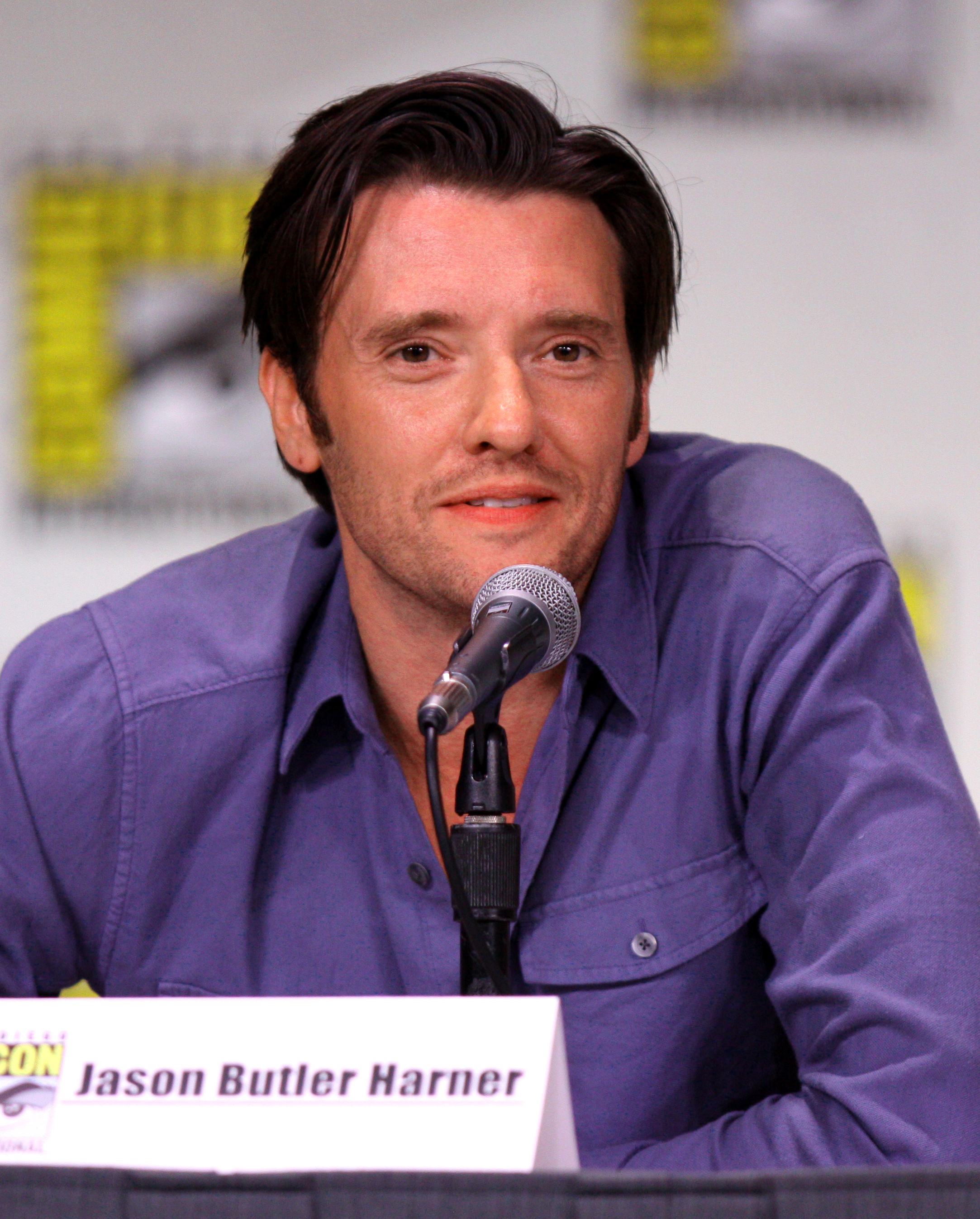
Jason Butler Harner (2011)

Jason Butler Harner (* 9. Oktober 1970 in Elmira, New York) ist ein US-amerikanischer Schauspieler.
Harner wuchs im Norden von Virginia auf und befasste sich schon früh mit Theaterspiel. Er besuchte die T. C. Williams Highschool und leitete dort einen Theaterzirkel, dessen Präsident er auch war. Nach dem Schulabschluss arbeitete er vorübergehend als Platzanweiser am Eisenhower Theater in Washington, D.C. Er besuchte die Virginia Commonwealth University (VCU) und schloss 1992 mit einem Bachelor der schönen Künste ab. Nach dem Studienabschluss gab er sein Debüt am Actors Theatre of Louisville und zog nach New York City. Dort nahm er 1997 an einem Schauspielprogramm der Tisch School of the Arts teil. Von 2007 bis 2008 unterrichtete Harner an der VCU als Gastdozent.
Harner machte sich hauptsächlich als Theaterschauspieler und Shakespeare-Interpret einen Namen, einem breiteren Publikum wurde er erst durch seine Rolle als Massenmörder Gordon Northcott in dem Film Der fremde Sohn bekannt.

## Filmografie (Auswahl)
- 2002: Criminal Intent – Verbrechen im Visier (Law & Order: Criminal Intent, Fernsehserie, 1 Folge)
- 2006: The Closer (Fernsehserie, 1 Folge)
- 2006: Law & Order: Special Victims Unit (Fernsehserie, 1 Folge)
- 2006: Der gute Hirte (The Good Shepherd)
- 2007: Next
- 2008: Moonlight (Fernsehserie, 1 Folge)
- 2008: Der fremde Sohn (Changeling)
- 2009: Fringe – Grenzfälle des FBI (Fringe, Fernsehserie, 1 Folge)
- 2009: Law & Order (Fernsehserie, 1 Folge)
- 2009: Die Entführung der U-Bahn Pelham 123 (The Taking of Pelham 123)
- 2009: Good Wife (The Good Wife, Fernsehserie, 1 Folge)
- 2010: Der letzte Gentleman (The Extra Man)
- 2010: CSI: Vegas (CSI: Crime Scene Investigation, Fernsehserie, 1 Folge)
- 2011: Bulletproof Gangster
- 2012: Alcatraz (Fernsehserie, 10 Folgen)
- 2012: The Newsroom (Fernsehserie, 1 Folge)
- 2013: Homeland (Fernsehserie, 3 Folgen)
- 2013–2014: The Blacklist (Fernsehserie, 4 Folgen)
- 2014: Non-Stop
- 2015: Blackhat
- 2015: Scandal (Fernsehserie, 3 Folgen)
- 2017–2018: Ozark (Fernsehserie, 20 Folgen)
- 2022: The Walking Dead (Fernsehserie, 2 Folgen)
- 2023: Rabbit Hole (Fernsehserie, 4 Folgen)
- 2023: Edge of Everything
- 2024: John Sugar (Sugar, Miniserie)
- 2024: Monster: Die Geschichte von Lyle und Erik Menendez (Monster: The Lyle and Erik Menendez Story, Miniserie)